# Deutschland (Schiff, 1866)
Die Deutschland war ein Dampfsegler des Norddeutschen Lloyds, der am 6. Dezember 1875 vor der englischen Küste Schiffbruch erlitt.

## Technik
Das Schiff wurde im Jahre 1866 in Greenock auf der Werft von Caird & Company gebaut und war 106 Meter lang und 12 Meter breit. Als Antrieb dienten eine klassische Besegelung und eine Dampfmaschine mit 600 n.h.p. Das Schiff erreichte eine Höchstgeschwindigkeit von 13 Knoten. Vermessen war es mit 2.947 Bruttoregistertonnen und es verfügte über acht Rettungsboote mit Platz für je 70 Personen. Die Jungfernfahrt führte das Schiff von Bremen über Southampton nach New York.

## Das Unglück

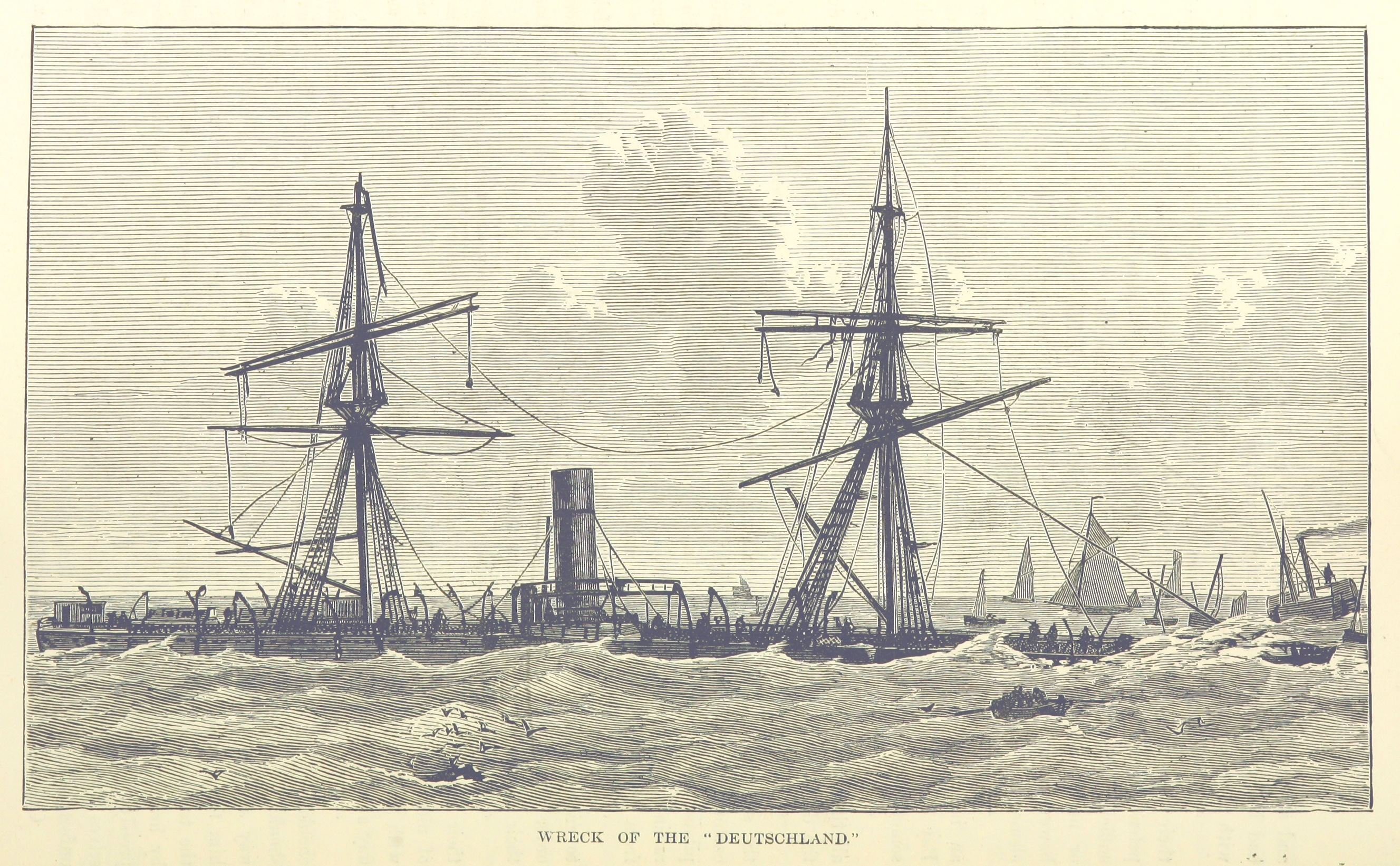
Das Wrack der Deutschland

Am 4. Dezember 1875 verließ die Deutschland mit 99 Besatzungsmitgliedern und 135 Passagieren Bremerhaven in Richtung USA. Kapitän war Eduard Brickenstein; die Passagiere waren Auswanderer unterschiedlicher Nationalitäten. Am 6. Dezember kam die Deutschland aufgrund von Navigationsfehlern während eines Sturms von ihrem Kurs durch den Ärmelkanal ab und lief gegen 5 Uhr an der Themsemündung, zirka 40 Kilometer vor Harwich, auf die Sandbank Kentish Knock. Es starben 57 Personen. Die Überlebenden wurden nach 31 Stunden von der Liverpool gerettet. Nur zwölf der Leichen konnten geborgen werden.
Obwohl das Unglück in internationalen Gewässern geschehen war, wurde Kapitän Brickenstein vor ein Seegericht in Großbritannien gestellt, was zu Verstimmungen mit dem Deutschen Kaiserreich führte und in der Folge zum Anlass genommen wurde, die deutschen Seeämter zu gründen.
Vor dem Seegericht sagte Eduard Brickenstein aus, kurz vor dem Auflaufen auf die Sandbank sei ein starker Stoß durch den Schiffsrumpf zu spüren gewesen, was ihn habe vermuten lassen, die Antriebswelle des Propellers sei durch den kurz zuvor erfolgten abrupten Wechsel ihrer Drehrichtung auf „volle Kraft zurück“ beschädigt worden. Diese Aussage wurde jedoch vom Seegericht offenbar nicht weiter in Betracht gezogen. Nachforschungen in jüngerer Zeit haben denn bisher auch zu keinen Anhaltspunkten für das Zutreffen dieser Vermutung geführt. Unter Würdigung seiner während und nach der Havarie getroffenen und vom Seegericht für richtig befundenen Entscheidungen wurde Brickenstein freigesprochen. Da er aber durch seine Navigationsfehler die Havarie mitverursacht hatte, wurde dies nur als ein Freispruch „zweiter Klasse“ angesehen. Eduard Brickenstein ist nie wieder zur See gefahren.
Der einzige Offizier der Deutschland, der sein Leben bei dem Unglück verlor, war Otto Tramnitz, der während der Zweiten Deutschen Nordpolar-Expedition 1869/70 2. Offizier auf der Germania gewesen war.
Unter den ums Leben gekommenen Auswanderern waren auch fünf Salzkottener Franziskanerinnen (FCJM), darunter Henrika Faßbender. Das Leid dieser Ordensschwestern bewegte den britischen Dichter Gerard Manley Hopkins, einen Jesuiten, zu der Ode The Wreck of the Deutschland (Das Wrack der Deutschland). Hopkins fragt, warum Gott die infolge des Kulturkampfes zur Auswanderung gezwungenen Franziskanerinnen ein zweites Mal geprüft habe.
Die überlebenden Auswanderer der Deutschland hingegen hatten ein zweites Mal Glück. Sie hätten nämlich acht Tage nach ihrer Rettung in Southampton in das nächste Dampfschiff namens Mosel zusteigen und nach Amerika übersetzen sollen. Allerdings plante ein Versicherungsbetrüger, eben jene Mosel mit einer Zeitbombe im Atlantik zu versenken. Ausgelöst durch eine Havarie beim Beladen der Mosel explodierte die Bombe jedoch schon vorzeitig in Bremerhaven.
Im Jahre 1969 wurde nahe der Stelle des Schiffbruchs der Deutschland an der Nordwestseite von Kentish Knock in etwa 14 m Tiefe ein Wrack gefunden (Position 51° 40′ 0″ N, 1° 37′ 0″ O). Obwohl es nicht eindeutig als das der Deutschland identifiziert werden konnte, weisen Funde des Unterwasserarchäologen Andreas Stolpe aus dem Jahr 2005 darauf hin, dass es sich um das Wrack der Deutschland handeln könnte.

## Filme
- 31 Stunden Hölle – Die letzte Fahrt der „Deutschland“ (Dokumentation), 2008, Regie: Robert Schotter, ZDF